# Druckerei Borkmann
Die Druckerei Borkmann war eine deutsche Druckerei mit Verlag in Weimar und bereits vor der Zeit des Nationalsozialismus in den Diensten der Thüringer NSDAP.

## Geschichte
Die Druckerei wurde von Rudolf Borkmann 1876 in Weimar gegründet. Von Beginn an war sie im Hinterhaus der Jakobstraße 2 untergebracht. Nach 1933 wurde die Tordurchfahrt neu gestaltet, unter anderem kann man heute noch vier Reliefs mit Symbolen des Druckhandwerks erkennen.
Die Druckerei stellte seit 1926 alle Schriften wie auch Plakate der Weimarer NSDAP her. Darunter war auch „Der Nationalsozialist“, Vorläufer der „Thüringer Gauzeitung“, die von Gauleiter Fritz Sauckel herausgegeben wurde. Hans Severus Ziegler war deren Hauptschriftleiter.
Als überzeugter Nationalsozialist belieferte Paul Borkmann, der die Druckerei 1930 vom Vater übernommen hatte, auch die Wehrmacht und seit April 1940 das KZ Buchenwald. Neben Packpapier stammten verschiedene Formulare des Konzentrationslagers, wie die Berechnung der Lebensmittelrationen, Fernschreiben und Rechnungen aus dieser Druckerei.
Paul Borkmann wurde 1945 verhaftet und verstarb noch im selben Jahr. Die Druckerei wurde 1948 enteignet.

## Verlegte Schriften (Auswahl)
Bedingt durch den häufigen Wechsel der Bezeichnungen werden die tatsächlichen Bezeichnungen für den Verlag jeweils ausgewiesen.
- Der Nationalsozialist (später: Thüringer Gauzeitung)
- Paul Grau: Chronik der Stadt Vacha. Festschrift zur Feier des 75jährigen Anschlusses des Amtes und der Stadt Vacha an das Großherzogtum Sachsen-Weimar, Vacha: Borkmann 1891.
- Ortsverzeichnis der Thüringischen Staaten auf Grund der Volkszählung vom 1. Dezember 1910, hg. v. Statistischen Bureau Vereinigter Thüringischer Staaten in Weimar, v. Statistischen Bureau des Herzogl. Sächs. Staatsministeriums in Meiningen, v. Statistischen Bureau des Herzogl. Sächs. Staatsministeriums in Gotha, Weimar: Borkmann 1912.
- Karl Radicke (Hg.): Fremdsprachliches Optisches Wörterbuch. Teil IV: Mikroskope, Weimar: R. Borkmann Verlag 1928.
- Hans Funcke: Die deutsche Optische und Feinmechanische Industrie in der Nachkriegszeit (Diss. Köln) Rud. Borkmann; Weimar 1931.
- Adolf Bartels: Der letzte Obervollmacht. Ein Roman aus der Bismarckzeit, Weimar: Rudolf Borkmann 1931.
- Albrecht von Heinemann: Empfindsames Wandern in Weimar. Ein buntes Bilderbuch. Illustriert von Hanns-Marcus Wittig. Weimar: Borkmann, 1932.
- Karl Treffurth: Die Geschlechts-Liebe, Rudolf Borkmann Weimar, 1939.
- Tarifordnung für die Angestellten im mitteldeutschen Braunkohlenbergbau vom 22. Februar 1939 nach Gehaltstafel A, Weimar: Buchdruckerei und Verlag Rudolf Borkmann 1939.
- Anselm Markau: Gedichte. Erstausgabe Rudolf Borkmann: Weimar o. J. [vermutlich 1944/1945 erschienen].[1]
- W. A. Beckert: Die Wahrheit über das Konzentrationslager Buchenwald. Der Tatsachenbericht eines langjährigen politischen Gefangenen der Gestapo Hitlers über das Konzentrationslager Buchenwald-Weimar, (Selbstverlag) Weimar 1945 und Rudolf Borkmann KG (Verlag antifaschistischen Schrifttums) 1946.